# Таню Стоев
Таню Стоев Братанов с псевдоним Крум е български революционер, деец на Вътрешната македоно-одринска революционна организация.

## Биография
Роден е в 1863 година в пашмаклийското село Чокманово, тогава в Османската империя, днес в България. Брат е на Христо Стоев-Лакудата. От 1892 до 1900 година работи във Военния арсенал в София. В 1899 година се присъединява към ВМОРО. След като се връща в Чокманово в 1900 година е избран за председател на Ахъчелебийския околийски комитет на ВМОРО. През 1901 година, преследван от властите, бяга на българска територия в Чепеларе. Организира работилница за леене и зареждане на бомби в Пловдив. През Илинденско-преображенското въстание в 1903 година се сражава в четата на Андон Дечев.